# پوند جزایر فالکلند
پوند جزایر فالکلند (به انگلیسی: Falkland Islands pound) با کد ایزوی FKP، یکای پول رایج در کشور جزایر فالکلند است. مسئولیت کنترل این یکای پول برعهدهٔ دولت جزایر فالکلند قرار دارد.